# 魔界天使ジブリール -episode3-
『魔界天使ジブリール -episode3-』（まかいてんしジブリール エピソード3）は、2008年6月27日にフロントウイングから発売された18禁アドベンチャーゲーム。『魔界天使ジブリール』『魔界天使ジブリール -episode2-』の続編。

## あらすじ
再び悪魔との戦いに勝利し、平和で能天気な日々を取り戻した直人達。しかしある日ミスティメイが出現、ジブリールに変身して立ち向かうリカだったが、以前の30倍ものパワーアップを遂げていたミスティメイには全く歯が立たず、リカを庇ったひかりが連れ去られてしまう。
緊急事態にラヴリエルが天界に救援を要請、最新の人工生命体（アンドロイド）の試作品が送られてくる。「ナギ」と名付けられた彼女は、直人とのエッチによって得たアモーレにより新たな聖天使「ジブリール ゼロ」に変身、再び現れたミスティメイを撃退する。しかし彼らの前に、意外な人物が敵となって立ち塞がった。

## 登場人物
神野 直人（じんの なおと）
主人公。かなりのスケベで、本作では恋人・妹に加えナギともエッチする事に。
神野 ナギ（じんの ナギ）
声：青川ナガレ
天界の少子化による戦力不足を解決すべく開発された人工生命体N.A.G.I.（New Angelic Gaia Interface）の試作品。容姿は人間の少女だが作られて間もないため情緒や一般常識に乏しい。ジブリールを参考に開発されたためアモーレ（エッチ）を糧としている。自分の天使の輪を持つためラヴリエル抜きで変身が可能。貧乳。表向きは直人の親戚という事にされている。
聖天使ジブリール ゼロ（せいてんしジブリール ゼロ）
ナギが変身した姿。アモーレ充填状態では強力な戦闘力や自己再生能力を持つ。BADENDでは身体を解析され子宮を改造される。
真辺 リカ（まなべ リカ）
声：青山ゆかり
直人の幼馴染で恋人。今回はパワーアップの為に直人以外の男性とのエッチを強いられるハメに。そして今回はクラスメイトに正体がバレてしまう。
聖天使ジブリール（せいてんしジブリール）
リカが天使の力で変身した姿。
神野 ひかり（じんの ひかり）
声：北都南
直人の妹。極度のブラコン。リカを庇ってミスティメイに捕らえられてしまう。
聖天使ジブリール アリエス（せいてんしジブリール アリエス）
ひかりが天使の力で変身した姿。
ブラックアリエス
フェイタスにアモーレを奪われたひかりが、リカへの嫉妬心から暗黒面に堕ちた姿。
ラヴリエル・ド・ドットプランシェ
声：野神奈々
天使。漫才要員。ナギが単独で変身できるため今回はますます役立たず。Hシーンも一切存在しない。
フェイタス
声：皇帝
魔界の人工生命体の研究者。天界に対する研究の遅れを挽回すべくジブリールのアモーレ奪取を目論む。
石田 米良（いしだ めら）
フェイタスの世を忍ぶ仮の姿。新聞部員。
ミスティメイ
声：まきいづみ
フェイタスに無理矢理パワーアップされ、更に彼への服従装置を埋め込まれてしまい、渋々隷従している。前作と比較して露出度が高い衣装になっている。
乱橋 仁美（らんばし ひとみ）
声：かわしまりの
リカの友人。明るくさっぱりした性格。
荒井 幸男（あらい ゆきお）
声：島崎比呂
直人達の友人。美少女の恋人と妹に囲まれている直人をひがんでいる。
秦 真（はた まこと）
声：木島宇太
直人達の友人。坊主頭に半ズボンという幼い容姿で、エッチな想像をするとすぐ鼻血を噴く。
音無 芽衣美（おとなし めいみ）
声：まきいづみ
ミスティメイの母体となった不幸少女。
ナレーション
声：伊井由田那
解説者。

## スタッフ
- シナリオ：反転星・橘ぱん・鳴海瑛二
- 原画：空中幼彩
- オープニングテーマ「クルクルlovely day!!!」
- エンディングテーマ「銀河系の宇宙の果てまで」
  - 作曲・作詞・歌：U
- オープニング・エンディングアニメーション：渡辺明夫

## 関連商品

### アニメ
『魔界天使ジブリール3』
- ミルキーレーベルより発売のアダルトアニメ。
  1. 2009年9月25日発売
  2. 2010年2月25日発売

### 書籍
- 魔界天使ジブリール3 - アンソロジーコミックEX
  - 2008年7月発売、オークス刊 ISBN 978-4-86105-598-0
- 魔界天使ジブリール3 ビジュアルファンブック
  - 2008年8月発売、マックス刊 ISBN 978-4-903491-76-9